# Viktor Chouvalov
Temple de la renommée russe : 2004
Viktor Grigorievitch Chouvalov - en russe : Виктор Григорьевич Шувалов, et en anglais : Viktor Shuvalov (né le 15 décembre 1923 à Rouzaïevka en URSS et mort le 19 avril 2021 à Moscou) est un joueur professionnel russe de hockey sur glace.

## Carrière de joueur
Il commence sa carrière professionnelle en championnat d'URSS avec le CSKA Moscou. Il a également porté les couleurs du VVS MVO Moscou. Il termine avec un bilan de 150 matchs et 222 buts en élite.

## Carrière internationale
Il a représenté l'URSS à 51 reprises (40 buts) sur une période de quatre ans de 1954 à 1957. Il a remporté l'or aux Jeux olympiques de 1956. Il a participé à trois éditions des championnats du monde pour un total de deux médailles d'or et une d'argent.
Le 13 avril 2019, à la mort de Lydia Wideman, il devient le doyen des champions olympiques d'hiver.

## Trophées et honneurs personnels
URSS
- 1950 : termine meilleur buteur.
- 1950, 1951, 1952, 1953, 1954 : élu dans l'équipe d'étoiles.

## Statistiques
Pour les significations des abréviations, voir Statistiques du hockey sur glace.

### En équipe nationale
| Année | Équipe | Compétition |   | PJ | B | A | Pts | Pun               |  | Résultat |
| 1954  | URSS   | CM          | 7 | 7  |   | 7 |     | Médaille d'or     |  |          |
| 1955  | URSS   | CM          | 8 | 6  |   | 6 |     | Médaille d'argent |  |          |
| 1956  | URSS   | CM & JO     | 7 | 5  |   | 5 |     | Médaille d'or     |  |          |